# 克萊弗代爾 (紐約州)
克萊弗代爾（英語：Cleverdale）是位於美國紐約州沃倫縣的非建制地區。

## 歷史
克萊弗代爾的郵局自1886年營運至今。

## 地理
克萊弗代爾所處的海拔為高於海平面106米（即348英呎），而該地所採用的時區為UTC-5，即北美东部时区（EST）。同時該地設有夏令時間，為UTC-5調快一小時，即UTC-4（EDT）。